# Cis laphami
Cis laphami is een keversoort uit de familie houtzwamkevers (Ciidae). De wetenschappelijke naam van de soort werd in 1941 gepubliceerd door Elwood Curtin Zimmerman.